# Jefferson Blues Magazine
Jefferson Blues Magazine är en svensk, huvudsakligen svenskspråkig, bluestidskrift grundad 1968 och är den nu äldsta levande bluestidskriften i världen. (Nästan lika gammal är finska  Blues News.)     
Jefferson ges ut av Swedish Blues Association (SBA) och utkommer med fyra nummer per år. Varje nummer är oftast på 72 sidor, och innehåller artiklar, intervjuer samt foton, artistporträtt, skiv-, bok, dvd- och konsertrecensioner. Jefferson bevakar främst bluesscenen i USA och Sverige. Förutom blues så täcker Jefferson även soul, gospel, rhythm & blues, folk, cajun, zydeco, rock ´n´ roll samt rockblues.

## Historia
Jefferson startade i början av 1968 av två ungdomar i Sundsvall, Claes Hedman och Bo Johansson. Vid den tiden fanns det bluestidskrifter i bland annat England som Blues Unlimited och R&B Monthly vilket inspirerade till att starta en i Sverige. I maj samma år gavs det första numret ut, en stencilerad så kallad fanzine i en upplaga på 100 exemplar. Man gav det namnet Jefferson Blues Magazine efter sångaren och gitarristen Blind Lemon Jefferson. En radannons i världens äldsta jazztidskrift Orkesterjournalen gav ett bra gensvar och snart hade redaktionen en stab av medarbetare som villigt bidrog med sina kunskaper. Redan från nummer fyra trycktes Jefferson i offset, vilket innebar att man kunde återge foton på ett bra sätt. Tidskriftens namn förkortades samtidigt till Jefferson, vilket sedan dess varit namnet. 
Upplagan växte och i och med nummer sju, hösten 1969, var upplagan över 1000 exemplar. Allt arbete sköttes på ideell basis och det blev av ekonomiska skäl nödvändigt att ha en ideell förening som ägare och utgivare. Således bildades Scandinavian Blues Association på hösten 1971 (namnet ändrades 2015 till Swedish Blues Association). I och med nummer 70 (1985) övergick man från A5 till A4-format och 1986 kom det första numret med fyrfärgstryck på omslaget. 
Vid den årliga omröstningen i USA för W C Handy Awards 1987 kom Jefferson på plats tio bland världens publikationer om blues, det omfattade såväl tidskrifter som böcker. År 2008 mottog Jefferson utmärkelsen ”Keeping The Blues Alive Award” av The Blues Foundation vid en ceremoni i Memphis, USA. 2015 inleddes ett samarbete med konstnären Jockum Nordström vilket resulterade i ett häfte där Jockum valt ut tio bluesmusiker att presenteras i häftet, och han designade även dess omslag. Genom åren har ytterligare häften tryckts och distribuerats som bilagor till Jefferson. Jockum designade även omslaget till jubileumsnumret 200 som kom ut i juni 2019.